# 道の駅おおすみ弥五郎伝説の里
道の駅おおすみ弥五郎伝説の里（みちのえき おおすみやごろうでんせつのさと）は、鹿児島県曽於市大隅町岩川にある国道269号の道の駅である。
弥五郎伝説とは曽於市大隅町岩川に伝わる伝説の巨人「弥五郎どん」のこと。

## 施設
- 駐車場
  - 普通車：327台
  - 大型車：10台
  - 身障者用：4台
- トイレ

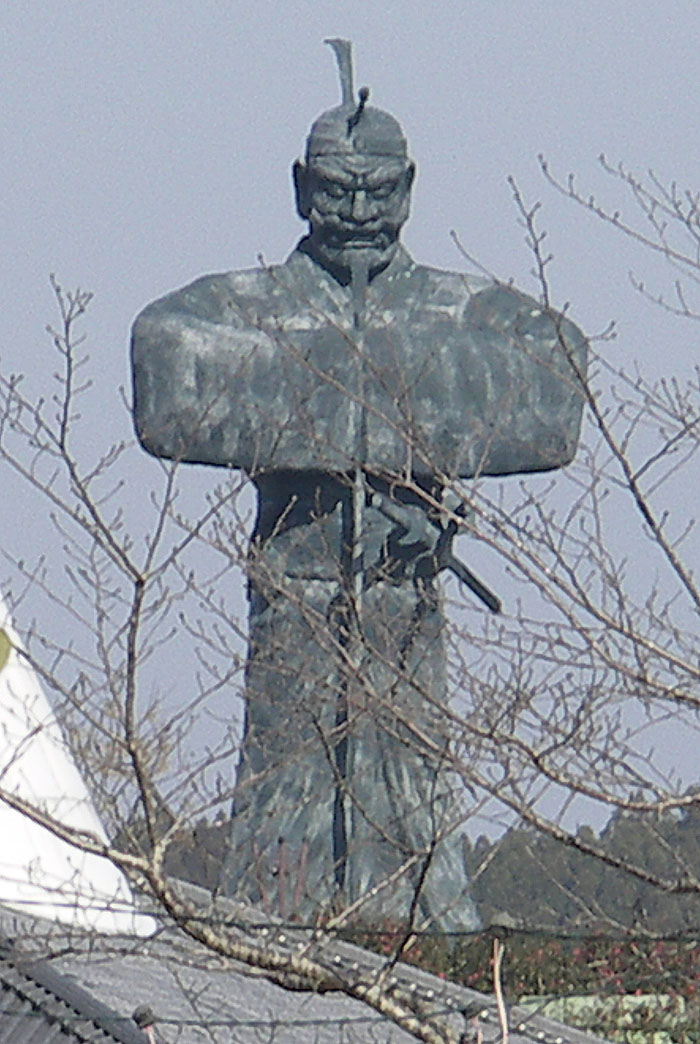
弥五郎銅像
（2008年1月）

  - 男：大 7器（4器）、小 15器（9器）
  - 女：20器（9器）
  - 身障者用：4器（2器）

※（）内は、24時間利用可能
- 公衆電話
- 公衆FAX
- レストラン「弥五郎亭」（11:00 - 19:00）
- 物産館「やごろう農土家市」
- 日帰温泉施設「弥五郎の湯」（9:00 - 20:00）
- 博物館「弥五郎まつり館」（9:00 - 17:00）
- 物産館（9:00 - 19:00）
- 弥五郎銅像：身長15メートル、重量39トンの弥五郎どんの像

## 休館日
- 毎週月曜日（物産館、レストラン以外の施設）
- 1月1日

## アクセス
- 国道269号 - 登録路線
  - 鹿児島県道71号垂水南之郷線
  - 鹿児島県道63号志布志福山線

## 周辺
- 曽於市役所大隅支所
- 曽於警察署
- 岩屋観音